# Prolabio

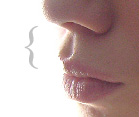
Prolabio

Il prolabio (noto anche come solco sottonasale), in anatomia umana, è la parte delle labbra coperta da una cute con epitelio composto non cheratinizzato che è visibile anche a bocca chiusa. È la zona di transizione tra la cute della faccia e la mucosa buccale.

## Anatomia
In anatomia umana, si indica con questo termine il piccolo avvallamento ben visibile tra il labbro superiore della bocca e il naso.
Per la sua forma sinuosa viene chiamato anche arco di Cupido, con riferimento alla sua valenza erotica, esaltata comunemente nella cosmesi femminile delle labbra.

## Mitologia
Nella tradizione ebraica il solco sottonasale è il segno lasciato dall'angelo della dimenticanza sul labbro del bambino appena nato. In alcuni racconti chassidici infatti si narra che, secondo la tradizione, ogni bambino, ancora nel grembo materno, viene istruito da un angelo sulla torah, ma al momento della nascita l'angelo gli pone un dito sulla bocca, come per dire: "silenzio" e il bambino dimentica ogni cosa, l'unica traccia di questo evento è il solco.

## Patologie
- Cheiloschisi